# Montesquieu (Tarn-et-Garonne)
Montesquieu település Franciaországban, Tarn-et-Garonne megyében. Lakosainak száma 747 fő (2022. január 1.). Montesquieu Castelsagrat, Durfort-Lacapelette, Miramont-de-Quercy, Moissac, Montbarla, Saint-Nazaire-de-Valentane és Saint-Paul-d’Espis községekkel határos.

## Népesség
A település népességének változása:
| Lakosok száma | 773  | 774  | 782  | 759  | 751  | 758  | 754  | 747  | 747  |
|               | 2013 | 2015 | 2016 | 2017 | 2018 | 2019 | 2020 | 2021 | 2022 |